# تعدين اليورانيوم في كندا

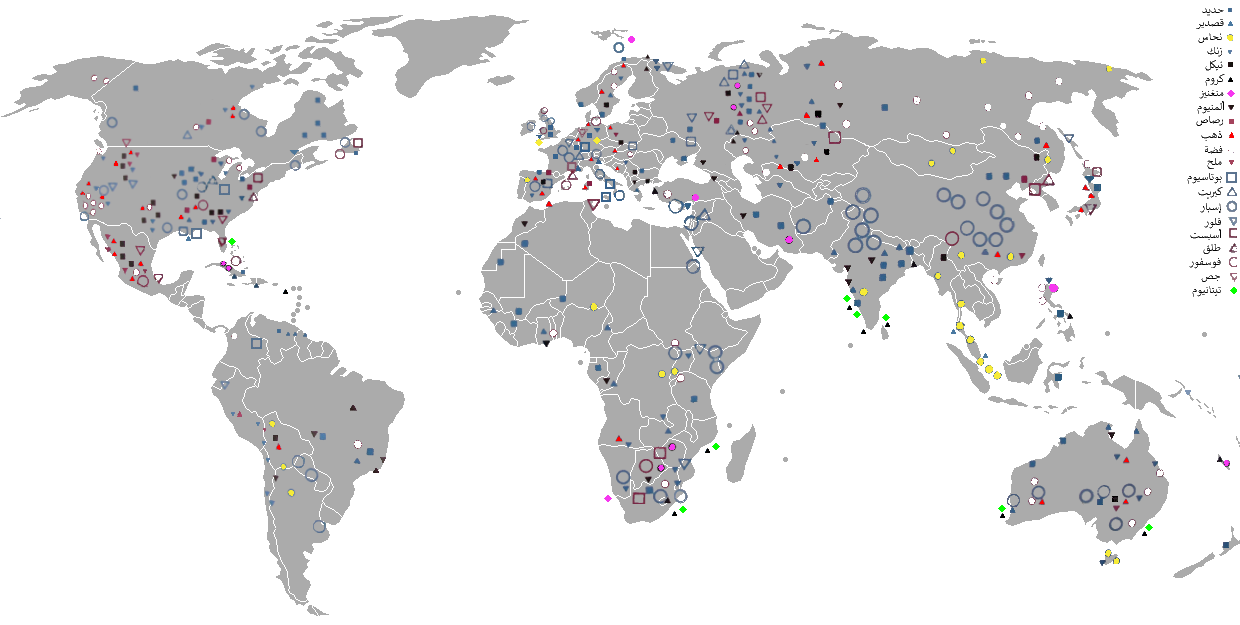
خريطة العالم توضح أنشطة التعدين.

تعدين اليورانيوم في كندا لسنوات عديدة كانت أمريكا الشمالية أكبر مصدر لخام اليورانيوم في العالم حيث كانت منتجا عالميا رئيسيا منذ نمو الطلب على اليورانيوم.

## نبذة
في عام 2009 استحوذت كازاخستان على المركز الأول حيث هبطت كندا إلى المركز الثاني بنسبة 20 ٪ من الإنتاج العالمي الأولي لليورانيوم من المناجم في كندا في عام 2009.
كانت نسبة 14,5 ٪ من الإنتاج العالمي من منجم واحد وهو نهر مكارثر.
حاليا المنطقة الوحيدة المنتجة في كندا هي شمال ساسكاتشوان على الرغم من أن المناطق الأخرى كانت لديها مناجم نشطة في الماضي.